# Teoría de las catástrofes

La superficiede la cola curva, uno de los tipos de catástrofes de la teoría

La teoría de las catástrofes es una rama de estudio de las bifurcaciones de sistemas dinámicos, también puede considerarse un caso especial de la teoría de la singularidad usada en geometría.
La teoría de catástrofes resulta especialmente útil para el estudio de sistemas dinámicos que representan fenómenos naturales y que por sus características no pueden ser descritos de manera exacta por el cálculo diferencial. En ese sentido, es un modelo matemático de la morfogénesis. Planteada a finales de la década de 1950 por el matemático francés René Thom —especializado en topología diferencial— y muy difundida a partir de 1968, en la década de 1970 tuvo gran auge, al ser impulsada por los estudios de Christopher Zeeman.
 Tiene una especial aplicación en el análisis del comportamiento competitivo y en los modelos de cambio organizativo, evolución social, sistémica y mítica.
Básicamente la teoría de las catástrofes representa la propensión de los sistemas estructuralmente estables a manifestar discontinuidad (pueden producirse cambios repentinos del comportamiento o de los resultados), divergencia (tendencia de las pequeñas divergencias a crear grandes divergencias) e histéresis (el estado depende de su historia previa, pero si los comportamientos se invierten, conducen entonces a que no se vuelva a la situación inicial). Sus aplicaciones son en principio la de simulaciones de objetos naturales, de tal forma que se utiliza en geología, en mecánica, en hidrodinámica, en óptica geométrica, en fisiología, en biología, en lingüística, en dirección estratégica y en sociología. Erik Christopher Zeeman ha generado gran controversia al considerar su aplicación en las ciencias humanas.
La teoría de las catástrofes comparte ámbito con la teoría del caos y con la teoría de los sistemas disipativos desarrollada por Ilya Prigogine.

## Características

### Discontinuidad
La discontinuidad implica que pueden producirse cambios repentinos del comportamiento o de los resultados. Así al llegar a cierto punto no es ya posible seguir manteniéndose en el mismo estado, y se sufre un brusco cambio.

### Divergencia
La divergencia es la tendencia de las pequeñas divergencias a crear grandes divergencias. Por ejemplo, sea una compañía aérea obligada a satisfacer toda la demanda de pasajeros. Si el avión habitual tiene una capacidad de 100 pasajeros, una demanda de 101 motivará la necesidad de utilizar un avión mayor, incluso la de aterrizar en un aeropuerto distinto. En pocas palabras, variaciones muy pequeñas del punto inicial de partida derivan hacia resultados totalmente alejados.

### Histéresis
La histéresis es el estado que depende de su historia previa pero si los comportamientos se invierten conducen a que no se vuelva a la situación inicial. En definitiva, que un sistema mantenga una de sus propiedades en ausencia del estímulo que la ha generado. La teoría de las catástrofes supone el lado opuesto a lo que en Termodinámica se llama “proceso reversible”, es decir, aquel que viene determinado unívocamente en función de una serie de valores de control o variables independientes. Un ejemplo muy simple de un proceso de este tipo unívoco es la longitud de una varilla metálica en función de la temperatura. A cada valor T de ésta corresponde otro L de la longitud, de forma que L = f(T). El proceso está definido en cualquier sentido, con temperaturas ascendentes y descendentes, y no depende, por ejemplo, de la velocidad con que varía la temperatura. A cada valor de ésta corresponde unívocamente uno de la longitud. Pero otros procesos se comportan de forma distinta. Por ejemplo, si se supera cierta temperatura la varilla metálica se derretirá, desprendiéndose un trozo, en cuyo caso, será imposible volver al inicio.

## En matemáticas

Diagrama de una catástrofe elemental de tipo cúspide, la figura muestra dos curvas (marrón, rojo) de x que satisfacen dV/dx = 0 para los parámetros (a,b), dibujados con el parámetro b variando ampliamente, para muchos valores del parámetro a.

La teoría de las catástrofes puede ser entendida como una rama de la teoría de la bifurcación, dedicada al estudio de sistemas dinámicos. Resulta, asimismo, un caso particular de un modo más general de la teoría de la singularidad, y su nexo con el equilibrio estable hace que se pueda considerar relacionada con una función de Lyapunov.
Una premisa de la teoría de las catástrofes es que, a partir del modelo dinámico continuo más simple, se podría generar una morfología matemática que dé cuenta empírica de los fenómenos considerados discontinuos. Se ha intentado aplicar la teoría de las catástrofes en biología, en psicología y en sociología e incluso en economía, aunque la extrapolación a tales disciplinas es poco aceptada, por ser considerada poco práctica. Un ejemplo de catástrofe es cuando un metal se rompe a elevada temperatura.
Más precisamente, se trata de estudiar cualitativamente las soluciones de las ecuaciones, según el número de parámetros que éstas contienen. El término catástrofe designa el lugar donde una función cambia bruscamente de forma o configuración.
Un aspecto interesante de la teoría de las catástrofes se encuentra en el contraste con el tratamiento usual de las ecuaciones diferenciales, al tener en cuenta las funciones correspondientes a las singularidades, es decir, las variaciones instantáneas.

Thom ha sugerido el empleo de la teoría topológica de los sistemas dinámicos a partir de los estudios efectuados por Henri Poincaré, para modelizar las mutaciones, crisis o discontinuidades que se presentan con cierta frecuencia en los fenómenos naturales, notoriamente en biología.
Ejemplos significativos de cambios imprevistos causados por pequeñas alteraciones de los parámetros de un sistema son las transiciones de fase, los seísmos los colapsos estructurales y, se considera incluso los derrumbes en los mercados financieros aunque tales extrapolaciones pueden llegar a ser exageradas. 
Thom, entre otros, ha evidenciado la importancia de la estabilidad estructural , entendida como "insensibilidad del sistema a pequeñas perturbaciones", resaltando el hecho de que tal requisito implica que el sistema mismo puede ser descrito localmente en siete formas estándar, las llamadas catástrofes elementales.
En el lenguaje matemático, una "catástrofe" es un punto crítico (o estacionario o singular) devenido en anómalo (o irregular) de una superficie lisa (o derivable) que se encuentra definida en un espacio euclídeo de n dimensiones; en cuanto tales puntos corresponden a bifurcaciones radicales en el comportamiento del sistema. Por ejemplo en el caso n=2 es fácil demostrar que, para las curvas lisas existen solo tres tipologías de puntos críticos, es decir los puntos de máximo local y mínimo local y los puntos de flexión o inflexión: mientras los extremos locales representan puntos críticos no anómalos, los de flexión son en cambio puntos anómalos y por esto representan catástrofes matemáticas.
Este modo de aproximación al análisis de los fenómenos complejos se basa en una constatación teórica relevante, por ejemplo en la experiencia con un recipiente continente de diversas sustancias químicas: en un tiempo relativamente breve se llega a equilibrios dinámicos que dependen de las condiciones iniciales del preparado, para el cual por ejemplo, según las dosis iniciales los posibles dominios de equilibrio pueden ser 2.

Así, claramente tras una condición inicial que lleva al equilibrio 1, y aquella que lleva al equilibrio 2, existen condiciones iniciales (inestables) para las cuales no resulta posible prever si el resultado será 1 o será 2, en estos casos se dice que el sistema está en "condiciones catastróficas" en el sentido de que una pequeña variación de las concentraciones iniciales en una dirección o en otra puede comportar fuertes diferencias sobre los resultados finales. El descubrimiento de Thom aquí consiste en que los puntos de inestabilidad o críticos no están sujetos a configuraciones caóticas sino sujetos a formas topológicas estables y repetibles que, por otra parte, son asimismo independientes del sustrato en el sentido que las formas de estabilidad del caos son independientes del fenómeno analizado (sea físico, químico, histórico, psicológico etc.).

### Requisitos

#### Teorema de la clasificación
La conclusión más conocida obtenida por Thom es que existen 7 formas posibles de "catástrofes" para todas las ecuaciones que tengan más de cuatro parámetros. Cada una de estas formas recibe el nombre en relación con su forma "elemental":
Catástrofes elementales (el nombre les ha sido dado por el mismo R. Thom):
- el pliegue o flexión (para un parámetro en entrada y uno en salida) : {\displaystyle y=x^{3}+ax};
- fruncido o cúspide (para dos parámetros) : {\displaystyle y=x^{4}+ax^{2}+bx};
- la cola de milano : {\displaystyle y=x^{5}+ax^{3}+bx^{2}+cx};
- el ombligo hiperbólico ("la onda" o "portafolios") : {\displaystyle z=x^{3}+y^{3}+axy+bx+cy};
- el ombligo elíptico ("el pelo" o pirámide") : {\displaystyle z=x^{3}/3-xy^{2}+a(x^{2}+y^{2})+bx+cy};
- la mariposa : {\displaystyle y=x^{6}+ax^{4}+bx^{3}+cx^{2}+dx}, y
- el ombligo parabólico ("el hongo") : {\displaystyle z=x^{2}y+y^{4}+ax^{2}+by^{2}+cx+dy}.

Con más de 5 parámetros, existen 11 formas de "catástrofes". Cuando son 6 o más parámetros, la clasificación de las catástrofes deviene infinita, con una infinidad de 'módulos'.

### Notación de Arnol'd
Debido a la íntima relación con los grupos de Lie simples, Vladimir Arnol'd dio a la teoría de las catástrofes una clasificación ADE:
- A0 - un punto no singular: {\displaystyle V=x}.
- A1 - un punto local extremo, ya sea estable mínimo o inestable máximo {\displaystyle V=\pm x^{2}+ax}.
- A2 - la tapa o portafolios.
- A3 - la cúspide.
- A4 - la cola curva.
- A5 - la mariposa.
- Ak - una secuencia infinita de una forma variable {\displaystyle V=x^{k+1}+\cdots }.
- D4- - el ombligo elíptico.
- D4+ - el ombligo hiperbólico .
- D5 - el ombligo parabólico.
- Dk - una secuencia infinita de nuevas formas umbilicales.
- E6 - el ombligo simbólico {\displaystyle V=x^{3}+y^{4}+axy^{2}+bxy+cx+dy+ey^{2}}.
- E7.
- E8.

Existen objetos en la teoría de la singularidad que corresponden a la mayoría de los otros grupos simples de Lie.

## Aplicaciones de la teoría de las catástrofes
La Teoría de las Catástrofes, en el sentido de René Thom, ha sido aplicada en campos muy diversos, desde la teoría óptica de las cáusticas hasta la psicología.

### Cáusticas
M. Berry, “Waves and Thom's theorem”, Advances in Physics, n.º 25, 1976; J. Walker, “Cáusticas: curvas matemáticas generadas al proyectar luz a través de plástico ondulado”, Investigación y Ciencia, n.º 86, 1983.

### Física
T. Poston y I. N. Stewart, Catastrophe Theory and its Applications, Pitman, London, 1978.

### Ciencias de la vida y de la conducta
Un conjunto de aplicaciones en ciencias de la vida y de la conducta puede encontrarse en L. Cobb, y R. Ragade, (eds.): Applications of catastrophe theory in the behavioural and life sciences, Louisville, 1978.

### Ciencias Sociales
En ciencias sociales resultaron muy polémicas las aplicaciones  de Erik Christopher Zeeman a los conflictos carcelarios. (“Prison disturbances” in P.H. Hilton (ed.) Structural stability, the theory of catastrophes, and applications in the sciences, Lecture Notes in mathematics 525. Berlin and New York: Springer, 1976, 367-372). 

### Lingüística
En lingüística han utilizado las singularidades de las teorías de las catástrofes  P. A. Brandt, Morphologies of Meaning, Aarhus, Aarhus University Press, 1995 o Wolfgang Wildgen, Catastrophe Theoretic Semantics. An Elaboration and Application of René Thom's theory, Benjamin, Ámsterdam, 1982… En lengua española se ha ocupado de la obra de René Thom, Fernando Miguel Pérez Herranz. Una aplicación de la teoría de las catástrofes a la lingüística puede encontrarse en su obra Lenguaje e Intuición Espacial, Instituto Juan Gil-Albert, Alicante, 1996.